# Sitio de Tournai (1340)
Durante la guerra de los Cien Años, después de la batalla de La Esclusa el 20 de junio de 1340, en la que Eduardo III de Inglaterra asestó un duro golpe a los franceses, pasó a sitiar Tournai. Esta ciudad fue leal a Felipe VI de Francia.
Eduardo y sus fuerzas llegaron a Tournai el 23 de julio. Aparte de los habitantes, también había una guarnición francesa en el interior. El asedio se prolongó y Felipe se acercó con un ejército, mientras que Eduardo se estaba quedando sin dinero. Al mismo tiempo, Tournai se estaba quedando sin comida.
La suegra de Eduardo, Juana de Valois, lo visitó en su carpa el 22 de septiembre y le pidió la paz. Ella ya había hecho la misma súplica frente a Felipe, que era su hermano. Entonces se pudo hacer una tregua (conocida como la tregua de Espléchin) liberando Tournai sin que nadie muriera.
El asedio de Tournai es notable por ser un ejemplo temprano del uso del cañón en Europa.